# Parc provincial Frontenac
Le Parc provincial Frontenac (anglais : Frontenac Provincial Park) est un parc provincial de l'Ontario (Canada) situé à South Frontenac (en).